# Буковинский, Владислав
Владисла́в Букови́нский (пол. Władysław Bukowiński; 22 декабря 1904 — 3 декабря 1974) — блаженный Римско-Католической Церкви, священник, репрессированный в СССР по политическим мотивам.

## Биография
Родился 22 декабря 1904 года в Бердичеве на Киевщине. Был крещён в приходской церкви св. Варвары 26 декабря того же года под именем Владислава-Антония. Его отец Цыприян Юзеф Буковинский, родившийся 16 марта 1874 года, получил образование агронома и работал директором сахарных фабрик, принадлежавших Киевскому сообществу. В 1920 году взял у своего брата Густава в аренду семейное имение Свенчица, а позднее служил управляющим земельных наделов графов Потоцких в Кжешовицах и Писарах, где и проживал вместе с семьей. Умер 15 сентября 1952 года и был похоронен в Кракове на Раковицком кладбище. Мать Владислава графиня Ядвига Сципио дель Кампо происходила из давно поселившейся в Польше итальянской аристократической семьи. Она умерла в 1918 году в Проскурове (ныне — Хмельницкий) на Подолье. Цыприян Буковинский женился тогда на сестре умершей супруги — Виктории Сципио дель Кампо. Его сестра Ирена Буковинская-Давидовская умерла в Гдыне в 1930 году, а сводный брат Зигмунт жил со своей женой Кристиной и детьми во Вроцлаве до самой своей смерти в 1982 году.
Провёл первые годы своей жизни в селе Грыбениковка на Украине. В 1912—1913 годах жил в Опатове под Сандомиром, а затем вплоть до 1920 года в латычовском и плоскировском районах. В 1914 году он поступил в русскую гимназию в Киеве, затем был переведён в Жмеринку на Подолье, а с 1917 году ходил в польскую гимназию в Плоскирове. Через два года после смерти матери, в 1920 году, его семья, спасаясь от большевиков, переехала в Польшу и Свенцице под Сандомиром. Окончил экстерном курсы и 24 сентября 1921 года сдал экзамены на аттестат зрелости в Кракове, а потом начал изучать право в Ягеллонском университете. Одновременно, в 1923—1925 годах учился и окончил с отличием Польскую школу политических наук при юридическом факультете Ягеллонского университета. Тематика лекций включала в себя общественные отношения в советской России, общественные и политические аспекты ислама, дипломатическая история восточного вопроса и дипломатическое право, что оказало своё влияние на позднейшее священническое служение о. Владислава на территории СССР.
Годы учёбы были наполнены также активной работой в Академическом приграничном кружке, объединявшим студентов, приехавших из восточных приграничных районов Польши. В 1925—1926 годах трудился в редакции периодического издания «Czas». Юридический факультет окончил с опозданием на год 24 июня 1926 года, получив титул магистра с правом на защиту докторской диссертации.
В 1926 году поступил в краковскую духовную семинарию и начал изучать богословие в Ягеллонском университете. Священническое рукоположение он получил в краковском кафедральном соборе на Вавеле 28 июня 1931 году от митрополита Краковского Адама Стефана Сапеги. С 1 сентября того же года до 20 июня 1935 года исполнял работал в гимназии в Рабке. Затем в течение года был викарием и катехизатором в средней школе в Сухой Бескидской. Здесь он окормлял больных и бедных и организовал товарищество «Возрождение», куда вошла молодёжь, учившаяся в Кракове и проживавшая в Сухой Бескидской.
18 августа 1936 года получил годичный отпуск и по собственному желанию уехал к восточным границам. По возвращении обратился с просьбой к митрополиту Краковскому Адаму Стефану Сапеге о продлении отпуска ещё на два года, чтобы продолжать работу, начатую в Луцке, а 11 июня 1939 года попросил об экскардинации из архиепархии Краковской в епархию Луцкую.
С августа 1936 года преподавал катехизическое дело и социологию в луцкой духовной семинарии, а в 1938 году стал секретарём Епархиального института Католического действия и одновременно редактором журнала Католического действия «Sруjnia», а также директором Высшего института религиозного знания и заместителем редактора издания «Zycie Katolickie». В сентябре 1939 года был назначен настоятелем луцкого кафедрального собора.
Был арестован НКВД 22 августа 1940 года и находился в луцкой тюрьме до 26 июня 1941 года. Осенью 1942 года с помощью сестёр-бенедиктинок он организовал продовольственную помощь для пленных. От немецких властей добился разрешения на участие заключённых в богослужениях.
В ночь с 3 на 4 января 1945 года был арестован и вместе с епископом Адольфом Шеленжком и о. Каролем Галензовским заключён в здании НКВД в Луцке. После восемнадцати дней следствия 22 января 1945 года священнослужителей вывезли на грузовике в Ковель, а оттуда по железной дороге доставили в тюрьму НКВД в Киев. Следствие продолжалось до июня 1945 года и все священники были обвинены в измене советской власти в пользу Ватикана и в пастырской деятельности и переведены в тюрьму общего режима в Киев. В конце июня они были заочно приговорены к десяти годам исправительных лагерей.
С июля 1946 года более года находился в челябинском лагере, работая на лесоповале и на рытье рвов. В ноябре 1947 года его перевели в лагерь в Бакале на Урале. В состоянии крайнего истощения, с серьёзным воспалением лёгких он попал в одну из больниц Челябинска. В 1950 году оказался в лагере в Джезказгане, где работал на медном руднике Покро.
В 1954 был освобожден из лагеря и отправлен в ссылку в Караганду. Отказавшись вернуться в Польшу, в 1955 принял гражданство СССР. Работал сторожем на стройке, продолжая тайную, а с 1956 и легальную пастырскую деятельность.
В 1958 приговорен к трем годам лишения свободы и до 1961 находился в заключении в Иркутске, затем вернулся в Караганду, где продолжил деятельность в качестве священника. Между 1963 и 1973 трижды посещал Польшу, в том числе для лечения и встречи с родственниками, однако неизменно возвращался в СССР. В Польше встречался с будущим папой Каролем Войтылой.
Умер в карагандинской больнице от внутреннего кровотечения.
Первоначально был похоронен на еврейском кладбище "Дальний парк" в Караганде. После беатификации мощи В. Буковинского перенесены в крипту Кафедрального собора Пресвятой Девы Марии Фатимской в Караганде.

## Прославление
11 сентября 2016 года в Караганде в соборе Пресвятой Девы Марии Фатимской состоялась его беатификация

## Награды
Награждён Командорским крестом и орденом Возрождения Польши посмертно. Награды были вручены епископу Караганды Янушу Калете во время торжественной Мессы в этом городе в воскресенье 13 ноября 2011 года. От имени президента Польши это сделал консул Бартош Яблонский.